# Asti (provins)
Asti är en provins i regionen Piemonte i Italien. Asti är huvudort i provinsen. Provinsen etablerades 1935 ur provinsen Alessandria med 105 kommuner.  Mellan 1947 och 1949 ökade antalet kommuner till 120 efter att ett antal sammanslagna kommuner delades. Kommunen Montiglio Monferrato bildades 1998 genom en sammanslagning av kommunerna Colcavagno, Montiglio och Scandeluzza.

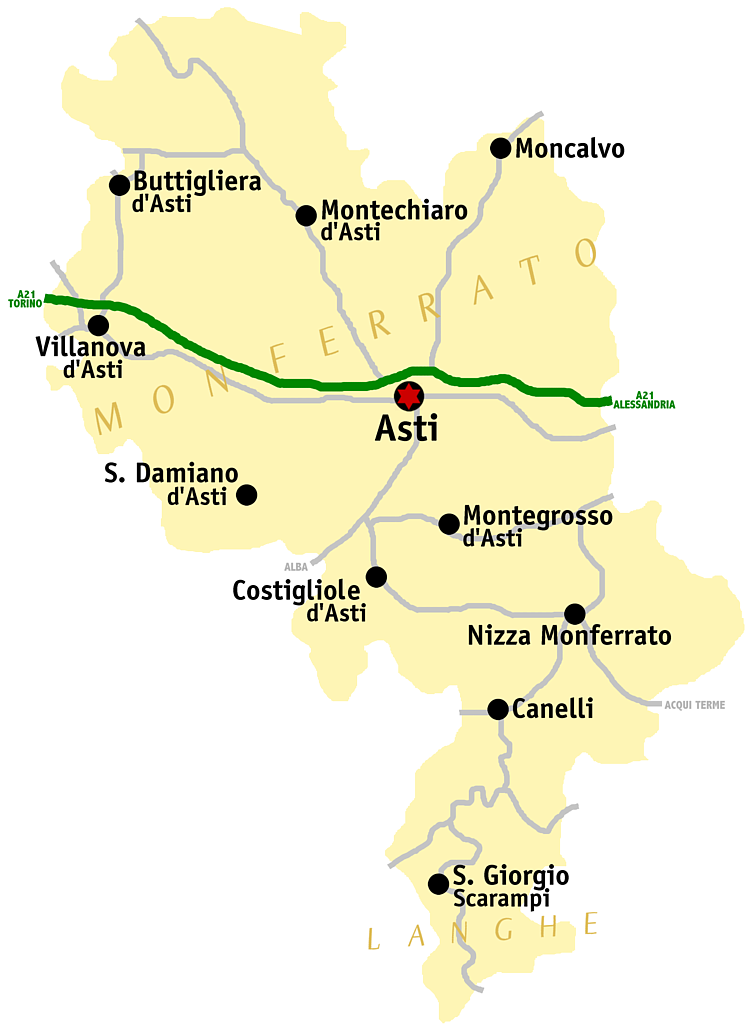
Karta över provinsen

## Administrativ indelning
Provinsen Asti är indelad i 118 comuni (kommuner). Alla kommuner finns i lista över kommuner i provinsen Asti.

## Geografi
Provinsen Asti gränsar:
- i nordväst mot provinsen Torino
- i öst mot provinsen Alessandria,
- i syd mot provinsen Savona
- i väst mot provinsen Cuneo.